# Дольникова Теона Валентинівна
Теона Валентинівна Дольникова (нар. 24 серпня 1984, Москва) — російська актриса і співачка.

## Біографія
Народилася в Москві в родині з російськими, грецькими, українськими та грузинськими коріннями. З дитинства займалася вокалом і хореографією. Закінчила експериментальну гімназію з поглибленим вивченням французької мови і музичну школу імені Гнесіних по класу фортепіано і скрипки. Після мюзиклів «Метро», «Нотр Дам» та «Воїни Духу» вона була запрошена у музичний спектакль «Viva, Parfum» в театрі «Біля Нікітських воріт».
У 2002—2003 роках була вокалісткою гурту «Слот». При ній група взяла участь у саундтреці блокбастера «Бумер», куди потрапили дві пісні — «Клон» і «Тільки б прикаливало» (остання з вокалом Уляни IF). У 2003 році взяла участь у шоу «Форт Боярд», де у складі зірок мюзиклу «Нотр Дам де Парі» виграла багато грошей. У 2003—2004 рр. зіграла роль циганки Ради в серіалі «Бідна Настя».
Записала саундтрек до телесеріалу «Приречена стати зіркою» (РТР, 2005—2007), саме її голосом співала головна героїня Женя Азаріна. Також Теона Дольникова виконувала пісні до фільмів: «Четверте бажання», «З днем народження, Лола», «Казус Кукоцького», «Хіромант». У 2007 році озвучила Покахонтас в однойменному диснеївському мультфільмі для показу на «Першому каналі» (Росія).
За роль у мюзиклі «Метро» була номінована на здобуття Державної премії Російської Федерації. Вона стала першою російською виконавицею, яка отримала Гран-прі на десятому міжнародному фестивалі «Слов'янський базар» 2001 року. У 2002 році юна студентка ГІТІСу стала лауреатом молодіжної премії «Тріумф», а в 2003 році отримала головну театральну премію «Золота Маска» в номінації «Краща жіноча роль» за роль Есмеральди в мюзиклі «Нотр-Дам де Парі». У 2008 році Теона Дольникова знялася в телесеріалі «Циганочка з виходом».
У 2003—2005 роках разом зі своєю сестрою Кетеван взяла участь в запису альбому Жанни Фріске «Жанна» — вони були бек-вокалістками.
З 2009 року навчалася акторської майстерності в Lee Strasberg Theatre and Film Institute в Лос-Анджелесі.
У 2011 році повернулася до Росії на запрошення творців Театру мюзиклу для того, щоб зіграти головну роль у виставі «Часи не вибирають». З 10 квітня 2012 року знаходиться в Москві на запрошення групи «Слот» для виступу на ювілейному концерті.
З 2012 по 2016 роки грала головну жіночу роль (Єлизавета) в мюзиклі «Граф Орлов» в Московському Театрі Оперети.
З грудня 2013 року виконує роль Поли Негрі в однойменному 3D-мюзиклі.
У 2014 році Теона Дольникова бере участь у другому сезоні шоу «Один в один!» на телеканалі Росія-1, де приміряла образи Йолки, Бейонсе, Тамари Гвердцителі, Ірини Аллегрової, Поліни Гагаріної, Роми Звіра, Ольги Кормухіної, Майї Кристалінської, Леді Гаги, Лорін, Емі Вайнгауз, Ігоря Корнелюка, Людмили Зикіної, Нюши та Мерілін Монро.
У 2015 році грає Джульєтту в 3D-мюзиклі «Джульєтта і Ромео». Грає Сонечку Мармеладову в рок-опері «Злочин і покарання». З 2016 року виконує роль Кіті Щербацької у новому мюзиклі театру Оперети «Анна Кареніна».

### Особисте життя
Живе в парі з актором Максимом Щеголєвим. 16 січня 2017 року у пари народився син Лука.

## Роботи в театрі
- Мюзикл «Метро» (Аня, головна роль) — Театр Оперети (1999)
- Мюзикл «Нотр-Дам де Парі» (Есмеральда, головна роль) — Театр Оперети (2002—2004)
- Мюзикл «Воїни духу» (головна жіноча роль) — СК «Олімпійський» (2004)
- Мюзикл «Viva, парфум» (Лаура) — Театр" У Никитских воріт (2007)
- Мюзикл «Пророк» (2008)
- Мюзикл «Мата Харі» (головна роль) (2009)
- Мюзикл «Часи не вибирають» (Дженніфер, головна роль) (з 2012)
- «Bury the Dead[en]» (Березня) — реж. Sara Widzer (Лос-Анджелес, 2010)
- «На дні / The Lower Depth» (Анна) — реж. Hedy Sontag (Лос-Анджелес, Lee Strasberg Group Theater, 2011)
- Мюзикл «Граф Орлов» (Єлизавета Тараканова, головна роль) — Театр Оперети (з 2012)
- 3D-мюзикл «Пола Негрі» (Підлоги, головна роль) — ДК ім. Ленсовета, Санкт-Петербург (з 2013 року), Театр Російської Армії, Москва (з 2014).
- Мюзикл «Ромео і Джульєтта» (Джульєтта Капулетті, головна роль)
- Рок-опера «Злочин і покарання» (Соня Мармеладова, головна роль) — Московський театр мюзиклу

## Премії
- Лауреат «Гран-Прі» конкурсу «Слов'янський базар» (2001)
- Лауреат театральної премії «Тріумф» (2002)
- Здобуття на Державну Премію
- Лауреат Театральної Премії «Золота маска» (2003) в номінації «Краща жіноча роль в мюзиклі» за роль Есмеральди в мюз. «Нотр-Дам де Парі»
- Приз глядацьких симпатій газети «Комсомольская правда» за роль Есмеральди в мюз. «Нотр-Дам де Парі»
- Лауреат «Гран-Прі» міжнародного фестивалю молодих виконавців «Golden Voices» (2010)
- Лауреат Національної премії «Музичне серце театру» (2012) у номінації «Краща виконавиця головної ролі» за роль Єлизавети в мюзиклі «Граф Орлов»

## Фільмографія

### Ролі в кіно
- 2003—2004 — Бідна Настя — Рада
- 2006 — Хто в домі господар? — Ганна (другорядна роль в одній із серій)
- 2006 — Середньовіччя замовляли? (37-я серія)
- 2006—2009 — Клуб — камео
- 2008 — Циганочка з виходом — Сандра
- 2010 — Меч Без Імені (Росія, Чехія, не був завершений) — Вероніка
- 2011 — Страйкер (США) — бармен
- 2013 — Ритм Канзас-Сіті (США) — Демона
- 2014 — Пошуки доказів — Ірина Сітко (5-я серія)
- 2014 — Таємне місто — Людочка
- 2014 — Таємне місто 2 — Людочка
- 2014 — Останній яничар — Зулейка

### Озвучування і дубляж
- 1995 — Покахонтас — Покахонтас
- 1998 — Покахонтас 2: Подорож у Новий Світ — Покахонтас

### Композитор
- 2012 — Мене звуть «А» (США)

### Виконання пісень
- 2005 — Казус Кукоцького — саундтрек
- 2005—2007 — Приречена стати зіркою — Женя Азаріна (роль Анни Снаткіної)
- 1995 — Покахонтас
- 1998 — Покахонтас 2: Подорож у Новий Світ

## Телевізійні проєкти
- 26 лютого 2003 року брала участь у телегрі «Російська Рулетка» разом з іншими учасниками мюзиклу «Нотр-Дам де Парі».
- У 2004 році взяла участь у телегрі «Сто до одного» в команді Бідна Настя та Нікітський Хор.
- З червня по серпень 2013 року брала участь у телепроєкті Першого каналу «Універсальний артист».
- З березня 2014 року — участь у телепроєкті каналу «Росія» «Один в один!».
- В грудні 2014 року з'явилася в 14-ту випуску 15-го сезону програми «Битва екстрасенсів» (ТНТ).
- Була суддею проєкту «Забійна ліга» на ТНТ